# Дунин-Марцинкевич, Викентий Иванович
Винце́нт Ду́нин-Марцинке́вич (Ви́кентий Ива́нович Ду́нин-Марцинке́вич; бел. Вінцэнт (Вікенцій Іванавіч) Дунін-Марцінкевіч, пол. Wincenty Dunin-Marcinkiewicz; 23 января (4 февраля) 1808, фольварк Панюшковичи, Бобруйский уезд, Минская губерния — 17 декабря (по другим данным 29 декабря) 1884, д. Люцинка, Минский уезд, Минская губерния) — белорусский писатель и драматург, классик белорусской литературы.

## Происхождение
Двойную фамилию приобрёл во взрослом возрасте, до 1832 ни в одном документе не упоминается «придомок» Дунин, все документы отца, матери, брата и других родственников упоминают только фамилию Марцинкевич. Впервые «Дунин-» появился в документах Минского дворянского депутатского собрания, где молодой Викентий «доказывал» своё дворянское происхождение. Историк Дмитрий Дрозд считает, что большинство предоставленных Марцинкевичем документов были поддельными.
Долгое время ошибочно считался племянником митрополита римско-католической церкви Российской империи Станислава Богуш-Сестренцевича. На самом деле не был с ним в кровном родстве: племянница Сестренцевича, Людовика Рыкачевская, была первой женой отца Викентия Марцинкевича — Яна, а сам Викентий был сыном от второго брака.

## Биография
Родился Винцент (Викентий Иванович) Марцинкевич (в метрике о рождении нет «придомка» Дунин, ни у родителей, ни у крёстной — родной сестры Юлианны, а сам младенец был крещён двойным именем Винцент-Якуб) 4 февраля 1808 года в фольварке Панюшковичи Бобруйского повета Минской губернии в шляхетской семье. После окончания Бобруйского поветового училища и Виленской базилианской бурсы поступил на медицинский факультет Петербургского (по другим сведениям Виленского) университета, но вынужден был прервать учёбу по болезни. Сведения обо всех этапах образования не подтверждаются никакими архивными документами, а известны только по недостоверным биографиям Марцинкевича. В формулярном списке о службе никаких данных о полученном образовании нет. Скорее всего, оно было домашним. Позднее он служил чиновником в Минском криминальном суде, был переводчиком в Минской епархиальной консистории.
В ноябре 1835 года по подозрению в подделке дворянских документов и королевских печатей был арестован и находился под домашним арестом, на городской гауптвахте и около недели в Минском тюремном замке, или, как его называли неофициально, «Пищаловском замке». Вернулся на работу в духовную консисторию только через 4 месяца, в феврале 1836 года, где в объяснительной о таком большом прогуле написал только о домашнем аресте, скрыв факт заточения в тюрьме. В итоге расследования был оставлен в «сильном подозрении».
В 1840 году оставил службу, приобрёл фольварк Люцинка около Ивенца Воложинского района, который стал для него местом постоянного жительства до конца дней. Однако он продолжил много времени проводить в Минске, в среде демократической интеллигенции.
Вместе с писательской деятельностью Дунин-Марцинкевич активно занимался и просветительской работой — организовывал белорусские школы, собирал фольклор, записывал разговорный язык. У него в доме собиралась вся минская интеллигенция, где обсуждали состояние белорусской культуры и литературы.
Особого внимания заслуживает театральная деятельность Винцента Дунина-Марцинкевича. Его стараниями был создан первый белорусский театральный коллектив. В историю белорусской культуры он вошёл под названием Театр Дунина-Марцинкевича. Увлечение театром пришло к Дунину-Марцинкевичу очень рано, ещё в то время, когда он жил в Петербурге и Вильне. Не пропускал он ни одного спектакля и в Минске. Вероятно, с этого зрительского увлечения и начался Марцинкевич-драматург, режиссёр и актёр. Под влиянием спектаклей русских и польских трупп у него родилась мысль создать свой, отличительный, белорусский театр. В труппу театра входила семья писателя, соседи, ученики местной школы, знакомые и крестьяне. Театр выступал преимущественно в фольварке Люцинка. Репертуар состоял из пьес, написанных самим драматургом. Театр был синтетическим и вбирал в себя разные виды сценического творчества: драматическое, вокально-музыкальное и танцевальное искусство. Он наследовал традиции народного сценического искусства и был центром демократической культуры. Театр Дунина-Марцинкевича пробуждал национальное самосознание зрителей. Первая постановка комической оперы «Селянка» («Идиллия») состоялась 9 февраля 1852 года, а на театральных подмостках открыто прозвучало белорусское слово. Эта дата и считается отправной в возникновении белорусского сценического искусства. После первого представления спектакль был запрещен властями и в дальнейшем ставился в Минске и белорусских местечках нелегально.
С марта 1862 и до 22 февраля 1864 года в Добровлянах прятался от преследования царской администрации. В марте 1862 года временный военный губернатор Минской губернии генерал-майор Кушалев разослал циркуляр, в котором было написано: «По полученным мною правдивым сведениям выясняется, что помещиком Марцинкевичем написаны на народном белорусском языке возмутительное стихотворение под заглавием „Гутарка старого деда“, что имеет целью возбудить крестьян западных губерний против правительства, … и что г. Марцинкевич старается распространять произведение свое… среди простого народа». Винцент Дунин-Марцинкевич нашёл приют в Добровлянах у Матильды Бучинской. После того как имение Добровляны Свенцянского уезда было секвестровано, с 22 февраля 1864 года вынужден был переехать в близлежащее местечко Свирь, где проживал полгода до самого своего ареста.
Во время восстания полиция приписывала ему авторство антиправительственных изданий. Ссылка дочери Камиллы, нахождение под арестом с 1864 по 1865 год самого Дунина-Марцинкевича, денежные штрафы, строгий надзор полиции после освобождения из тюрьмы — всё это большой тяжестью легло на писателя. Театральная деятельность Дунина-Марцинкевича не достигла настоящего расцвета из-за неблагоприятных внешних условий, но послужила фундаментом для дальнейшего развития белорусской драматургии и профессионального театра.
Умер 29 декабря 1884 года. Похоронен на кладбище в Тупальщина (в. Падневичи, недалеко от Лютинки), ныне Воложинский район.
Дунин-Марцинкевич погребён недалеко от часовни-усыпальницы Жабровских, которая расположена на кладбище д. Тупальщина, Воложинского района. Место захоронения вымощено брусчаткой, а склоны пригорка, где оно расположено, укреплены каменной кладкой. Могила обозначена большим цветником, который обрамлён мощным бордюром из серого камня. Выше, на высоком пьедестале из светло-серого гранита установлен бронзовый бюст драматурга. На пьедестале расположена бронзовая мемориальная табличка с рельефной надписью: «Вікенцій Іванавіч / Дунін-Марцінкевіч / 1807 – 1884».

## Творчество
Писал на польском и белорусском языке. В центре его художественных зарисовок стоит белорусская деревня, её быт. Особое внимание уделяется белорусскому фольклору. Поэт красочно воспроизводит белорусские обряды (купальская ночь, дожинки, «дзяды», свадьба). Для творчества В. Дунина-Марцинкевича характерны элементы сентиментализма.
Формально-художественные средства не отличаются большим разнообразием. Его поэмы описательны, в изображение крестьянского и шляхетского быта вплетается незатейливая романтическая интрига. Пьесы В. Дунина-Марцинкевича остаются актуальным материалом для белорусских драматических театров. Устойчивой популярностью пользуется «Пінская шляхта», отличающаяся живостью диалога и удачным развертыванием комических ситуаций. Данная пьеса является классическим белорусским литературным произведением и входит в школьную программу, так же, как и комедия «Залёты».

## Авторство «Пинской шляхты»
Белорусский филолог, профессор Нина Мечковская в статье «Винцент Дунин-Марцинкевич не был автором водевиля „Пинская шляхта“» (Wiener Slawistischer Almanach 46, 2001), приводит аргументы, которые, по её мнению, могут поставить под сомнение авторство известного драматурга: Дунин-Марцинкевич писал все свои произведения, используя только латинский шрифт, а рукопись «Пинской шляхты» написана кириллицей, автор «Пинской шляхты» многое заимствовал из комедии Ивана Котляревского «Наталка-Полтавка», а каких-то связей Дунина-Марцинкевича с украинской литературой до сих пор не обнаружено. Хотя действие пьесы якобы происходит в селе Ольпень под Давид-Городком, но белорусский диалектолог Фёдор Климчук утверждает, что она написана не на говоре Ольпеня, а на говорах сел возле самого Пинска, и предполагает, что её автором был пинский литератор Стефан Куклинский.
С версией Н. Мечковской несогласны исследователи творчества В. Дунина-Марцинкевича Адам Мальдис и Геннадий Киселёв, отстаивающие версию об авторстве Дунина-Марцинкевича. После подавления Польского восстания 1863-1864 гг. Дунин-Марцинкевич с дочерью Камиллой оказались среди узников Пищаловского замка Минска (срок отсидки: 1864—1865 гг.), осужденные за распространение революционных листовок и активную поддержку восстания. Именно в тюремных стенах у писателя родился замысел главного своего произведения — пьесы «Пинская шляхта».

## Литературные произведения
- Поэмы (на белорусском языке): Гапон 1854, Вечарніцы 1855, Купала 1855, Шчароўскія дажынкі 1857 (издательство «Заглянет солнце и в наше оконце».
- Драматические произведения: комедия-опера «Сялянка» 1846, одноактный водевиль «Пінская шляхта» 1866, комедия «Залёты» 1870.
- Перевод поэмы А. Мицкевича «Пан Тадеуш» 1859.
- Дунин-Марцинкевич В. И. Избранное: Стихотворения, повести и рассказы. Драматические произведения. Перевод с белорусского и польского. — Мн., Мастацкая лiтаратура, 1991. С. 365.

Некоторые произведения находятся в рукописях.

## Цензура
8 ноября 2023 года суд Житковичского района Гомельского области признал выпущенный государственным издательством «Мастацкая літаратура» в 2007 и 2008 годах двухтомник избранных произведений Винцента Дунина‑Марцинкевича "экстремистским материалом". Издание попало в немилость, вероятно, потому что в нём напечатаны анонимные стихи «Плывуць вятры» и «Гутарка старога дзеда», призывающие к борьбе против Российской империи. Оба стихотворения признаны «экстремистскими материалами» в августе того года, также как и предисловие белорусского литературоведа и архивиста Язэпа Янушкевича к книге «DUBIA» из серии «Беларускі кнігазбор» Выбраныя творы. Вінцэнт Дунін-Марцінкевіч.

## Память
- Имя В. Дунина-Марцинкевича носит Могилевский областной театр драмы и комедии (г. Бобруйск).
- Бюст Дунин-Марцинкевича у театра драмы и комедии имени В. И. Дунина-Марцинкевича  (г. Бобруйск).
- В Минске, во Фрунзенском районе названа улица в честь Винцента Дунина-Марцинкевича. На доме № 2/2 установлена мемориальная доска.
- Министерство культуры Беларуси и Белорусский союз театральных деятелей (БСТД) учредили театральную премию имени Винцента Дунина-Марцинкевича. В Республике Беларусь проходит Международный фестиваль национальной драматургии, который также носит имя драматурга.
- 4 февраля 2008 года Национальный банк Республики Беларусь ввел в обращение памятную монету «В. Дунін-Марцінкевіч. 200 год».
- 3 сентября 2016 года в Минске открыли скульптурную композицию Станиславу Монюшко и Винценту Дунину-Марцинкевичу на площади Свободы[13].

- Памятная монета Национального Банка Республики Беларусь «В. Дунін-Марцінкевіч. 2008 год»
- Почтовая марка Беларуси — 200 лет со дня рождения Винцента Дунина-Марцинкевича
- Бюст Дунин-Марцинкевича у театра драмы и комедии имени В. И. Дунина-Марцинкевича  (г. Бобруйск).